# Weg der Träume
Weg der Träume ist ein Roman von Nicholas Sparks, der 2001 unter dem englischen Titel "A Bend in the Road" bei Warner Books in New York erschien.
Erzählt wird von der Suche des Deputy Sheriffs Miles Ryan nach dem Schuldigen am Tode seiner Ehefrau Missy.

## Inhalt
Das Romangeschehen beginnt 1988 in der kleinen Hafenstadt New Bern im US-amerikanischen Bundesstaat North Carolina am Atlantik.
Miles kommt vom Angeln spät nach Hause, worüber seine Frau nicht gerade erbaut ist. Da Gäste erwartet werden, hat sie Miles Hilfe im Haushalt erwartet. Um sich abzureagieren, geht Missy joggen. Als sie von einem Hund erschreckt auf die Fahrbahn springt, wird sie angefahren und tödlich verletzt.
Der Unglücksfahrer begeht Fahrerflucht.
Miles gibt sich die Schuld am Tod seiner Frau, er erwägt sogar den Suizid, nimmt aber mit Rücksicht auf seinen Sohn davon Abstand. Miles ermittelt trotz Verbot, kann den Täter jedoch nicht finden.
Zwei Jahre nach dem Unfall setzt die Romanhandlung ein. Jonah hat Probleme in der Schule. Seine neue Lehrerin Sarah Andrews, nach ihrer Scheidung aus Baltimore in den Wohnort der Eltern heimgekehrt, hilft ihm. Über die schulischen Schwierigkeiten des Jungen kommen sich der schüchterne Miles und die vereinsamte Sarah langsam näher. Beide verlieben sich ineinander. Ein Polizeispitzel behauptet, dass Otis, ein ortsansässiger Krimineller in Missys Unfall verwickelt war. Wutentbrannt geht Miles gegen Otis vor, womit er sich allerdings den Zorn seines Chefs zuzieht. Da Miles ohne Beweise und auf eigene Faust gegen Otis vorgegangen ist, wird gegen ihn ermittelt. Sarah will vermitteln und schlichten, wird von Miles aber abgewiesen. Sarah berät sich mit ihrem Bruder Brian, der sich schließlich als der Unfallfahrer zu erkennen gibt. Sarah bringt ihren Bruder zu Miles, dem Brian gesteht Missy getötet zu haben. Miles argwöhnt, dass Sarah schon länger Bescheid wusste und fühlt sich verraten. Auf der Fahrt zum Revier verursacht Miles einen Verkehrsunfall, bei dem Brian leicht verletzt wird. Sarah kommt hinzu und will den blutenden Bruder ins Krankenhaus bringen. Miles löst die Handschellen und lässt die Geschwister ziehen. 
Miles hat Gewissensbisse. Er unterrichtet seinen Vorgesetzten Charlie, dass er seinen Feind Otis zu Unrecht der Tat verdächtigt hat. Als er dann feststellen muss, dass alle Angaben Brians zu dem Hergang des Unfalls, bei dem Missy starb, stimmen, besinnt er sich und geht nicht gegen Brian vor. Brian zieht nach Kalifornien. Miles versöhnt sich mit Sarah.